# Kryptofaszyzm
Kryptofaszyzm to nazwa używana na określenie działań i zachowań partii politycznej bądź grupy, w których stosuje się do założeń ideologicznych faszyzmu, jednocześnie oficjalnie utrzymując iż nie ma z nim nic wspólnego. Termin ten został utworzony w podobny sposób jak określenia kryptojudaizm i kryptochrześcijaństwo, które odnoszą się do sekretnych judaistycznych lub chrześcijańskich praktyk religijnych wykonywanych przez osoby, które oficjalnie przeszły na inne wyznanie.

## Początki
Termin ten został stworzony przez amerykańskiego pisarza Gore Vidala. Podczas telewizyjnego wywiadu przeprowadzonego w czasie trwania narodowej konwencji Demokratów w 1968 roku, Vidal opisał konserwatywnego dziennikarza Williama F. Buckleya Juniora jako kryptonazistę, a później poprawił się, stwierdzając iż chciał nazwać go kryptofaszystą. Określenie to było później stosowane przez autora w wielu jego dziełach literackich, jak również przez jego zwolenników.
Słynną odpowiedzią Buckleya na tę wypowiedź była groźba „Teraz słuchaj, ty pedale, przestań nazywać mnie kryptonazistą albo rąbnę cię w twoją przeklętą twarz. Wypowiedź tę cytowało kilka pewnych źródeł, w tym Esquire Magazine.

## Odrodzenie
W USA termin kryptofaszyzm został ponownie ożywiony przez osoby będące krytyczne względem ruchu neokonserwatywnego, zwłaszcza w odniesieniu do przedsięwzięć związanych z narodowym bezpieczeństwem po zamachach z 11 września 2001 roku. Wielu neokonserwatystów odebrało to określenie jako obraźliwe, a niektórzy nawet nazwali je częścią mowy nienawiści.